# Francesco Neri
Francesco Neri (* 21. prosince 1959 Catanzaro) je italský římskokatolický duchovní, kapucín a arcibiskup Otranta.

## Život
Narodil se 21. prosince 1959 v Catanzaru. Byl bratrem Mons. Antonia Neriho, podsekretáře Kongregace pro klérus.
Vystudoval právo. Roku 1987 vstoupil do noviciátu Řádu menších bratří kapucínů a 7. října 1990 složil své věčné řeholní sliby. Teologické vzdělání získal na Teologickém institutu v Bari. Dne 6. července 1991 byl arcibiskupem Andrea Marianem Magrassim vysvěcen na kněze a následně odešel do Říma, kde pobýval na Koleji sv. Vavřince z Brindisi a studoval doktorát na Papežské univerzitě Gregoriana.
Od roku 1994 až do svého jmenování arcibiskupem byl profesorem christologie, trinitární teologie a teologické antropologie. V letech 2003–2006 zastával funkci provinčního vikáře kapucínů a následně provinčního ministra. Byl členem kněžské rady arcidiecéze Bari-Bitonto, viceprezidentem Teologické fakulty Puglie, ředitelem Teologického institutu v Bari a v letech 2017–2018 rektorem Mezinárodní koleje sv. Vavřince z Brindisi v Římě.
Od roku 2018 byl generálním poradcem řádu v Římě. Dne 19. dubna 2023 jej papež František jmenoval arcibiskupem Otranta. Biskupské svěcení přijal 17. června z rukou arcibiskupa Donata Negra a spolusvětiteli byli arcibiskup Angelo Raffaele Panzetta a biskup Giovanni Roncari.